# Hymenophyllum mildbraedii
Hymenophyllum mildbraedii är en hinnbräkenväxtart som först beskrevs av Guido Georg Wilhelm Brause och Hieron., och fick sitt nu gällande namn av Arthur Hugh Garfit Alston. Hymenophyllum mildbraedii ingår i släktet Hymenophyllum och familjen Hymenophyllaceae. Inga underarter finns listade.